# غو إدين

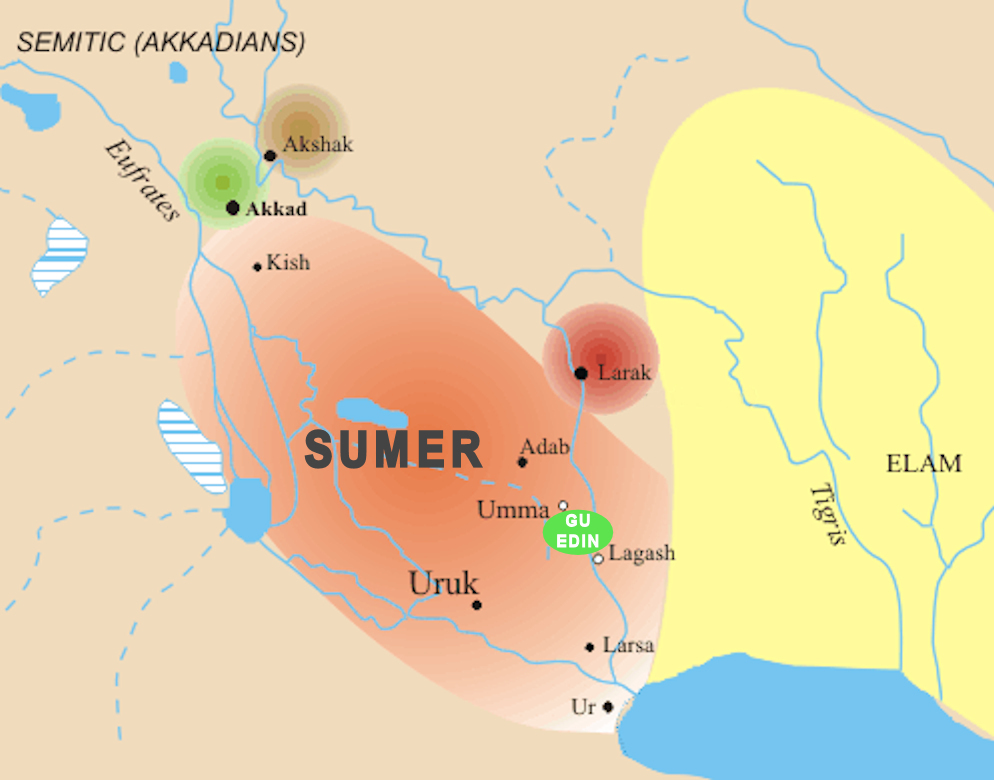
موقع غود ادين بين أوما ولجش في سومر.

كانت غو ادين (والتي نُسخت أيضًا إلى "جودينا" أو "جودينا") سهلًا خصبا في سومر، في العراق الحالي. كانت تقع بين أوما ولجش، وكانت المطالبات التي قدمها كل جانب بشأنها سببًا للحرب بين أوما ولجش.  استمر الخلاف حول المنطقة لمدة 150 عامًا تقريبًا. 

## التاريخ المبكر

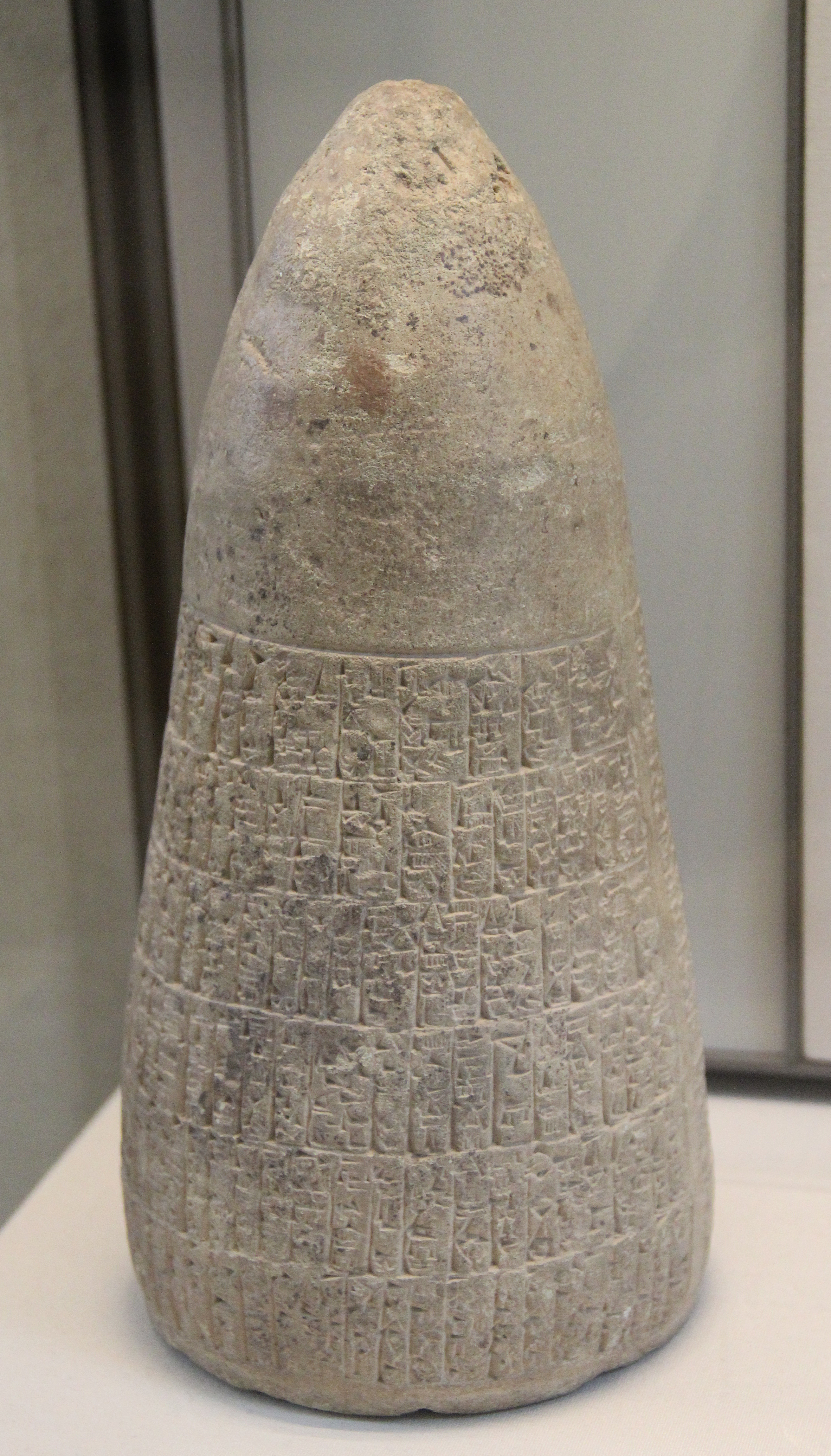
يذكر مخروط إنميتينا وساطة ميسيليم والصراع اللاحق: 𒈨𒁲 𒈗𒆧𒆠𒆤 𒅗 𒀭𒅗𒁲𒈾𒋫 𒂠 𒃷 𒁉𒊏 𒆠𒁀 𒈾 𒉈𒆕
me-silim lugal kiški-ke4 inim dištaran-na-ta eš2 gana2 be2-ra ki-ba na bi2-ru2
"قام ميسيليم، ملك كيش، بأمر من عشتاران، بقياس الحقل ونصب هناك لوحة تذكارية."."

وفقًا لاتفاقية السلام بين أوما ولجش التي توسط فيها ميسيليم، كان ملك كيش قد حدد مكان الحدود وشروط استخدام القناة المستخدمة لري الأرض. وقد تم تسجيل شروط هذه الاتفاقية على نصب حجري يسمى المسلة، لكن أوما استمرت في الشعور بأن لجش كانت تتمتع بميزة غير عادلة بسببها. 

## عهد إياناتوم
وقد سُجِّل على مسلة النسور أن غو إدين تعرضت للنهب من قبل أحد أفراد ( إينسي ) أوما اللاحقين، الذي حكم تلك المدينة نيابة عن إلهها شارا، وكان اسمه، وفقًا لمخروط إنميتينا،  أوش. إياناتوم، امير لجش - مؤلف مسلة النسور - ادعى أن غو إدين ملك لإله لجش، نينجيرسو، وأدى النهب إلى اندلاع حرب بين المدينتين. 
هاجم إياناتوم مرة أخرى وهُزمت أوما هزيمة ساحقة.   وبحلول الوقت الذي أعيد فيه السلام، كان أوش إما ميتًا أو معزولًا.

### معاهدة
تم الاتفاق على معاهدة سلام بين خليفته، إيناكالي، وإيناتوم والتي نصت على أن غو إدين هي ملكية نينجيرسو.  تم حفر قناة عميقة لتحديد الحدود المتفق عليها حديثًا وتم وضع نصبين حجريين في مكانهما: لوحة ميسيليم، التي كانت موجودة هناك من قبل، وأخرى منحوتة حديثًا.  اقترح ليونارد ويليام كينج، في كتاباته عام 1910، أن اللوحة الثانية ربما كانت تحتوي على نفس النص الموجود على لوحة النسور، لكن الأخيرة لم تكن موجودة على الحدود نفسها. 
تضمنت المعاهدة، التي تم ختمها بالاقسام وإقامة المعابد، أيضًا إنشاء قطعة أرض "بدون مالك" مخصصة كمنطقة عازلة، وعاملت أي شعير يزرعه أوما في تلك المنطقة من غو إيدن والتي كان بإمكانه الوصول إليها كقرض من لجش، مع الفائدة الناتجة عن ذلك.   تلك المساحة من الأرض يمكن لأوما أن تستغلها ولكن بشرط دفع الإيجار. ومع ذلك، لم تدفع اوما بشكل موثوق. 

## الأحداث اللاحقة

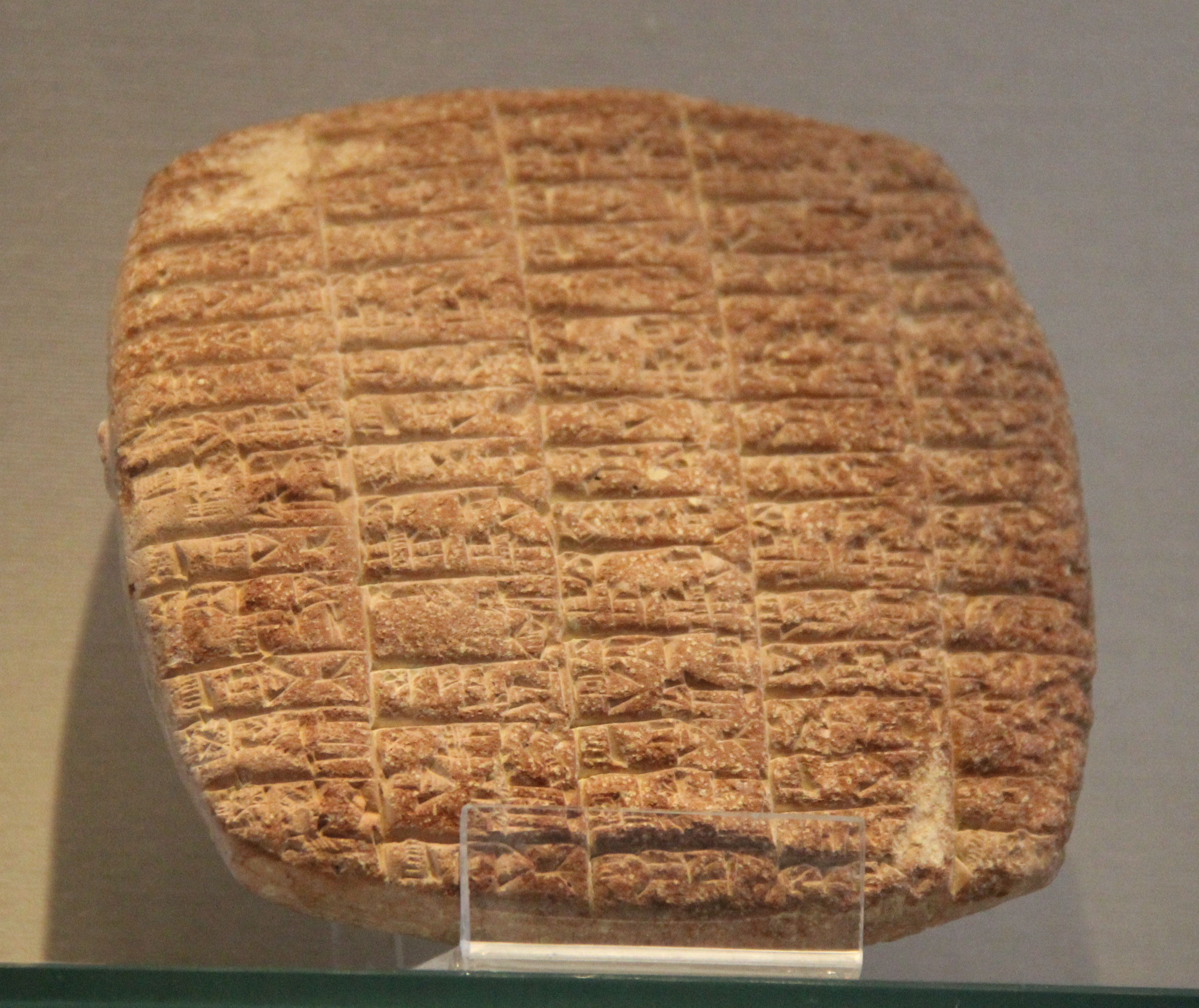
رثاء سقوط لجش في يد لوغال زاغيسي، فترة أوروكاجينا ، حوالي 2350 قبل الميلاد، تيلو، جيرسو القديمة.

تم غزو غو إدين من قبل أوما مرتين على الأقل في عهد إنتيمينا ابن إياناتوم: مرة من قبل أور لوما ومرة من قبل خليفته إيلي . لقد تم هزيمة الهجوم الأول بشكل حاسم، وفقًا لرواية إنتيمينا، ولم يكن الهجوم الثاني ناجحًا بشكل دائم.
سقطت لجش أخيرًا على يد لوغال زاغيسي، ملك أوما، حوالي عام 2350 قبل الميلاد، منهيةً بذلك سلالة لجش الأولى. وقد تم العثور على ألواح رثاء تسجل سقوط لجش على يد لوغال زاغيسي أثناء حكم أوروكاجينا.  واصل لوغال زاغيسي غزو سومر بأكملها، حتى هزمه سرجون الأكدي .

## ملحوظات
1. ↑  In older work, including King's, "énsi" was transliterated as "patesi" and "Enmetena" as "Entemena". These are no longer preferred.[5][6]

في الأعمال القديمة، بما في ذلك أعمال كينج، ترجمت "énsi" الى "patesi" وكلمة "Enmetena" الى "Entemena". لم تعد هذه الترجمات مفضلة